# Marion Michielsen

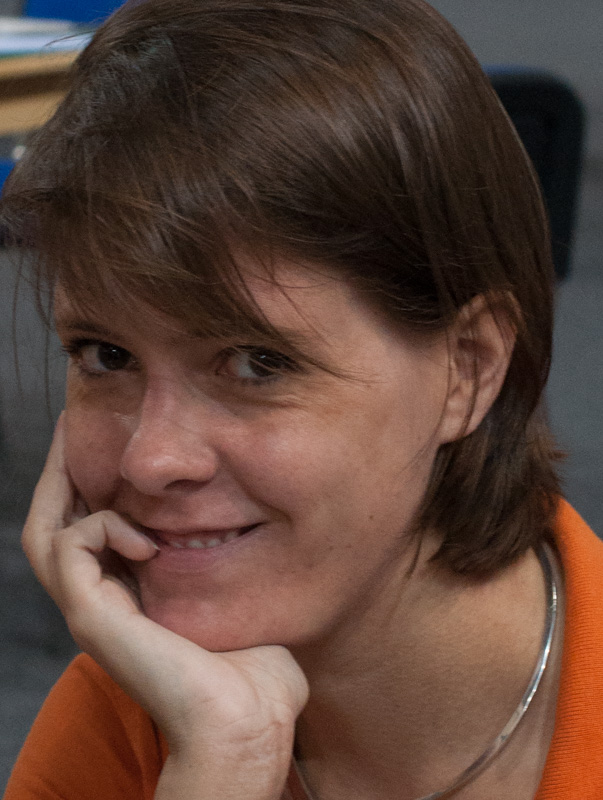
Michielsen in juni 2014

Marion Susanne Michielsen (2 augustus 1985) is een Nederlands-Zweeds bridgespeelster, die meerdere keren wereldkampioen is geworden. Geboren in Nederland is Michielsen later naar Zweden verhuisd en heeft zij de overstap gemaakt naar het Zweedse team.

## Bridge
Michielsen speelde vroeger veel gezelschapsspellen, maar sportte ook en maakte muziek. Haar vader bridgete ook. Toen haar broertje zich in de bridgeboeken ging verdiepen, wilde Michielsen niet achterblijven. Tijdens een bridgekamp kregen beiden de smaak te pakken, waarna ze lid zijn geworden van de plaatselijke bridgeclub. Bij het NK voor Pupillen werden ze derde, waarna ze werden uitgenodigd voor de aspiranten-trainingen. Na enkele jaren zijn beide met een andere partner gaan spelen.
Michielsen ging in Rotterdam rechten studeren, maar bleef ook bridgen, nu bij B.C. De Lombard. Na haar studie koos ze voor een carrière in de bridgewereld.
Vanaf 2003 speelt Michielsen op internationale wedstrijden.
Bij de 19e Europese Jeugd Viertallenkampioenschappen in Praag (2004) wordt ze derde bij de schoolteams en vierde met het Nederlandse vrouwenviertal onder 26.
Bij de 2e Europese Transnationale Kampioenschappen op Tenerife, in 2005, wordt ze derde met het gemengde team Herbst en vijfde met het vrouwenteam Verbeek.
Bij de 20e Europese Jeugd Viertallenkampioenschappen in Riccione (2005) wordt ze eerste met het Nederlandse vrouwenviertal onder 26.
Bij de 48e Europese Kampioenschappen Viertallen in Warschau (2006) wordt het Nederlandse viertal tweede. In dat jaar pakt Michielsen ook brons, met Vincent de Pagter, bij het 6e Wereldkampioenschap jeugdparen in Piestany.
Bij de 3e Europese Transnationale Kampioenschappen in Antalya, in 2007 zegeviert het Nederlandse vrouwenteam. Ook in 2007 wordt het juniorenviertal waar Michielsen in speelt eerste bij het 21e Europese Juniorenviertallenkampioenschap in Jesolo.
Bij de 7e Europese kampioenscup in Amsterdam, in 2008, behaalt het viertal de tweede plaats bij de open teams Bij het wereldkampioenschap studentenbridge in Łódź wint het viertal met Michielsen.
Bij het 1e Wereldcongres Jeugd in Istanbul in 2009 wint ze met Tim Verbeek de titel in de parenstrijd.
Bij het 50e Europese Kampioenschap Viertallen in Oostende (in 2010) wordt het Nederlandse viertal tweede, en dit herhalen ze bij de 51e editie in Poznan (in 2011). Bij het 40e Wereldkampioenschap Viertallen, de Venice Cup, in Veldhoven (2011) wordt het Nederlandse damesviertal derde. Michielsen speelde hier met Laura Dekkers.
Bij de 6e Europese Transnationale Kampioenschappen in Oostende in 2013 speelt ze met Ricco van Prooijen bij de gemengde viertallen en het team behaalt goud. Daarna pakt ze bij de Vrouwen Paren met Meike Wortel de tweede plaats.
Bij de 31e Wereldkampioenschappen op Bali (2013) behaalt het Nederlandse vrouwenviertal de derde plaats.
Bij het 52e Europese Kampioenschap Viertallen in Opatija (in 2014) wordt het Nederlandse vrouwenviertal winnaar.
Ook in 2014 wint Michielsen bij de 14e Redbull World Bridge Series zowel bij de vrouwen- als bij de gemengde viertallen.
Bij de 7e Europese Transnationale Kampioenschappen in Tromso (in 2015) wint Michielsen met het vrouwenviertal Baker. Bij de volgende editie in Montecatini (2017) wordt dit viertal tweede, wat Michielsen daar ook doet bij de gemengde viertallen met het team Rosenthal. Hier speelde ze met Johan Upmark.
Bij het 43e Wereldkampioenschap Viertallen in Lyon (2017) wordt het viertal waarin ze speelt derde in de open categorie.
Door haar gewenste overstap naar het Zweedse team mag Michielsen twee jaar lang (2020-2021) niet een nationaal team vertegenwoordigen. In deze tijd speelt ze diverse keren voor samengestelde teams. Hierna wordt ze een enkele keer opgesteld in het Zweedse open team, maar daarmee is ze nog niet erg succesvol geweest. Michielsen wil graag in de open categorie uitkomen, omdat de uitdaging hier groter is.:15
Bij de 16e World Bridge Series in Wroclaw (in 2022) wint ze met een internationaal vrouwenviertal en wordt ze derde met een gemengd viertal.
Bij de 10e Europese transnationale kampioenschappen (in 2023) wordt Michielsen derde bij de Mixed Board-A-Match Teams 
Bij het 46e Wereldkampioenschap Viertallen in Marrakech (2023) wordt het internationale team tweede bij de Board-A-Match Teams.
Door haar goede resultaten is Michielsen Woman Grand Master.

## Persoonlijk
Michielsens partner was de Zweedse bridger Johan Upmark, met wie ze in 2018 een zoon kreeg.:15